# Кавказский лесной кот
Кавказский лесной кот или кавказская лесная кошка (лат. Felis silvestris caucasica) —  подвид лесной кошки, обитающий в горах Кавказа и в Турции.

## Места обитания
Кавказские лесные кошки обитают преимущественно на Кавказе до высот 2500—3000 м. Его можно встретить в лесах Чечни, Ингушетии, Дагестана, Адыгеи, Кабардино-Балкарии, Карачаево-Черкесии, а также в Ставропольском и Краснодарском крае, в Турции. Селятся в глухих участках леса (преимущественно в широколиственных лесах) и ведут одиночный образ жизни.
Лучшие для жизни биотопы — девственные широколиственные леса, однако кавказский лесной кот встречается и в хвойных лесах Краснодарского края и прилегающих к нему районах.
Глобальный ареал — весь Кавказ и Малая Азия. Общая площадь временных и постоянных мест, где их можно встретить, насчитывает около 1360 тысяч га. Природа этих мест разнообразна: криволесье, буковые рощи, пихтарники, каменистые склоны, разреженный древостой, тростниковые заросли в поймах рек.
Дикие кошки Краснодарского края и Крымского района составляют наибольшую популяцию этих кошачьих. Особенно большая плотность отмечается в предгорьях.
В основном питаются мышевидными грызунами и другими мелкими животными, реже — мелкими птицами. При недостатке основных объектов питания, могут нападать и на более крупных животных — фазанов, зайцев и даже молодых копытных. Иногда селятся вблизи жилья человека и могут охотиться на домашнюю птицу.
Коты неплохо плавают, но без необходимости в воду не погружаются.

## Краткое описание
Кавказский подвид — похож на домашнюю кошку, но несколько крупнее и более плотного сложения. Взрослые самцы весят 3,1—6,8 кг, самки несколько легче — 3—6 кг. Длина тела 50—67 см. Мощные лапы снабжены острыми длинными когтями, позволяющими животному с лёгкостью взбираться на деревья.
Хвост большой и толстый, будто обрубленный на конце, у самца может достигать 60 % от общей длины тела. Голова широкая, округлая, уши аккуратные, прямостоячие.
Цвет глаз в большинстве случаев желто-оливковый, иногда зелёный. 
Окрас преимущественно серый, иногда охристый. Через морду и лоб тянутся 4 чёрных полосы, вдоль хребта они переходят в 2 полосы. Бока также могут быть с темными линиями, на более светлом животе имеются небольшие темные пятна, хвост украшают от 3 до 8 черных колец. Также черные кольца присутствуют на лапах. В зимний период шерсть становится густой, пышной и более длинной.
Дикие лесные кошки являются отменными охотниками и беспощадными хищниками, они хитры и осмотрительны. Именно это позволяет им выживать в природной среде.
Кавказская лесная кошка ведёт скрытный обособленный образ жизни, сближаясь с себе подобными лишь в период спаривания. Дикие коты, как и большинство их ближайших сородичей, животные территориальные. Миграции происходят лишь в случае скудной кормовой базы и вмешательства человека.
Лесные кошки предпочитают селиться в скальных расщелинах, дуплах и чужих брошенных норах. Человека и его жилища сторонятся. Однако, известны случаи, когда дикий кот поселялся в пределах сельских хозяйств, истреблял в округе мелких грызунов и воровал домашних птиц.
В условиях горных широколиственных лесов эти кошки охотятся на ящериц, грызунов, птиц небольшого размера, в редких случаях могут нападать на ондатру, нутрию, молодняк копытных. В рационе также присутствуют некоторые травы и коренья, рыба, насекомые, свежая падаль.
Наибольшую активность лесной кот проявляет в тёмное время суток, но в летний период может охотиться и днем. Этот хищник предпочитает сидеть в засаде и нападать на жертву врасплох, а иногда и открыто пускается в погоню, например, охотясь на зайца.
Природа одарила его серо-коричневой окраской, которая сливается с цветом опавшей листвы и деревьями и делает его практически незаметным. Дикая кавказская кошка хорошо лазает по деревьям и неплохо плавает, но лезет в воду только в случае крайней необходимости.

## Размножение
Период размножения у кавказских кошек приходится на конец февраля. Беременность длится 68—70 суток, после чего на свет рождаются чаще всего 3 малыша. Они питаются молоком матери до 4 месяцев, азы охоты начинают постигать уже в 2 месяца.

## Численность и охрана
Максимально в подходящих биотопах с большим количеством мышевидных грызунов может обитать до 20—30 особей на 1 км2, но обычно не более 1—2. Кавказский лесной кот занесён в Красную книгу России как вид, который имеет малую численность и встречается на ограниченной территории (3 категория редкости). Специальных мер по сохранению численности на сегодняшний день не разработано, но лесные коты охраняются в нескольких заповедниках Кавказа, в частности в Тебердинском заповеднике и Сочинском национальном парке. В Ставропольском крае обитает около 75 особей, в Дагестане около 100. Общая численность в лесных угодьях Краснодарского края в последние 20 лет составляет от 1,8 до 3,5 тыс. особей.
Уменьшение поголовья диких котов связано в первую очередь с сокращением естественных биотопов обитания, вследствие вырубки широколиственных кавказских лесов, до 1960-х годов на этот подвид также охотились, добывая на Северном Кавказе в 1950-х годах до 5000 шкурок в год.
Вторым немаловажным фактором является возможность спаривания кавказского лесного кота с домашними кошками. В результате подобных скрещиваний утрачивается генетическая чистота вида.
В наше время охота на кавказских диких кошек не ведется целенаправленно и мало влияет на численность этих животных. 
На Кавказе и в других районах обитания их популяции малочисленны, но стабильны. Экологами ведется учет численности особей, подобную информацию добыть крайне сложно, поскольку этот вид предпочитает самые глухие, трудно проходимые лесные угодья.